# هیرو موتوکورپ
هیرو موتوکورپ (به انگلیسی: Hero MotoCorp) که در گذشته هیرو هوندا نام داشت، شرکت خودروسازی هندی مستقر در دهلی نو است، که در سال ۱۹۸۴ با مشارکت شرکت هندی هیرو سایکلز و شرکت ژاپنی هوندا فعالیت خود را آغاز کرد. این شرکت هم‌اکنون بزرگترین تولیدکننده موتورسیکلت در هند به‌شمار می‌آید.
تمرکز اصلی شرکت هیرو موتو در زمینه تولید موتورسیکلت، اسکوتر و خودروهای سه‌چرخ می‌باشد. این شرکت در سال ۲۰۰۶ در فهرست ۲۰۰ شرکت معتبر فوربز در رتبه ۱۰۸ قرار گرفت. بخشی از سهام هیرو موتوکورپ در بازارهای بورس اوراق بهادار بمبئی و بورس اوراق بهادار ملی هند دادوستد می‌شود.

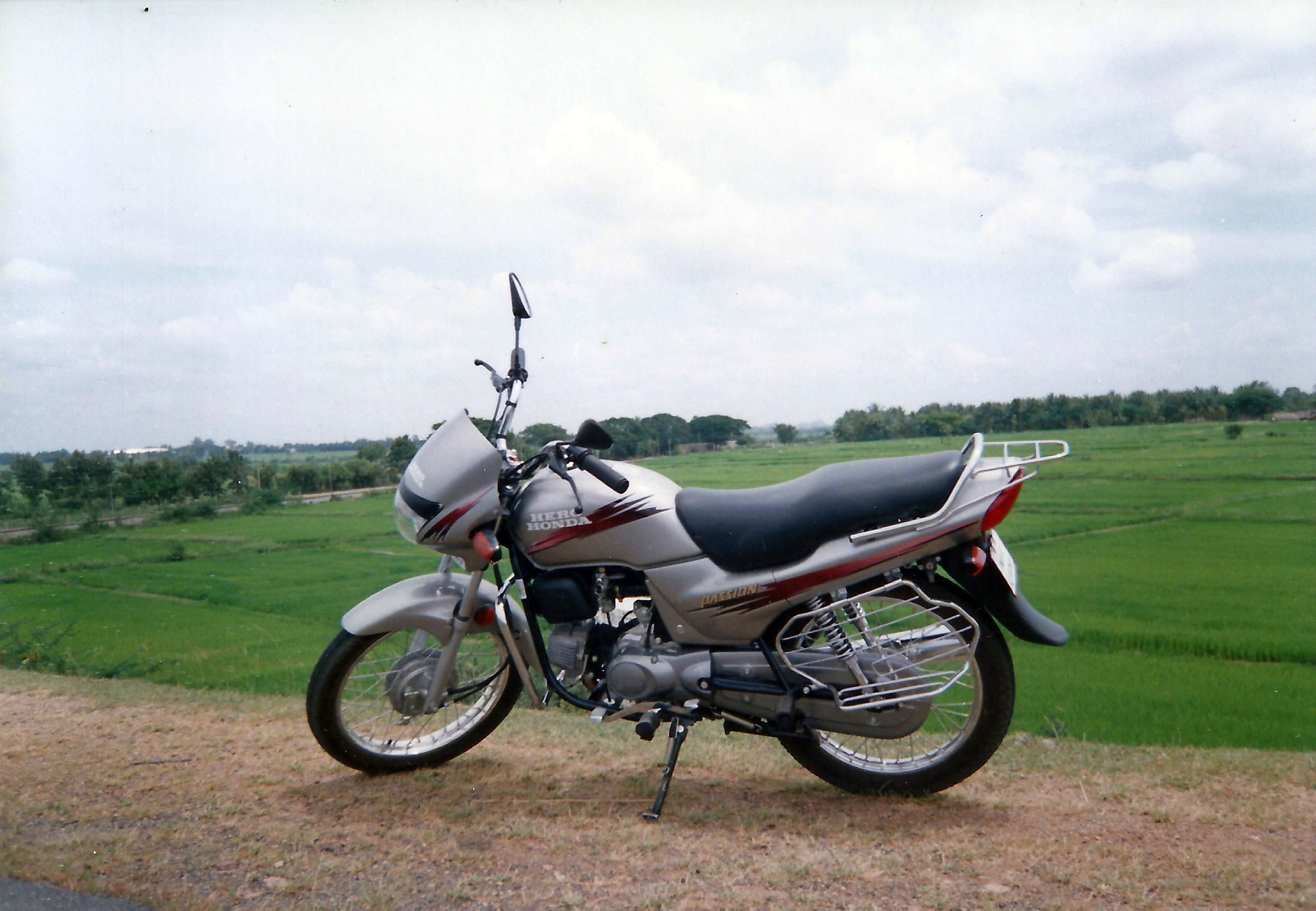
موتورسیکلت "Hero Honda Passion" ساخت شرکت هیرو موتو

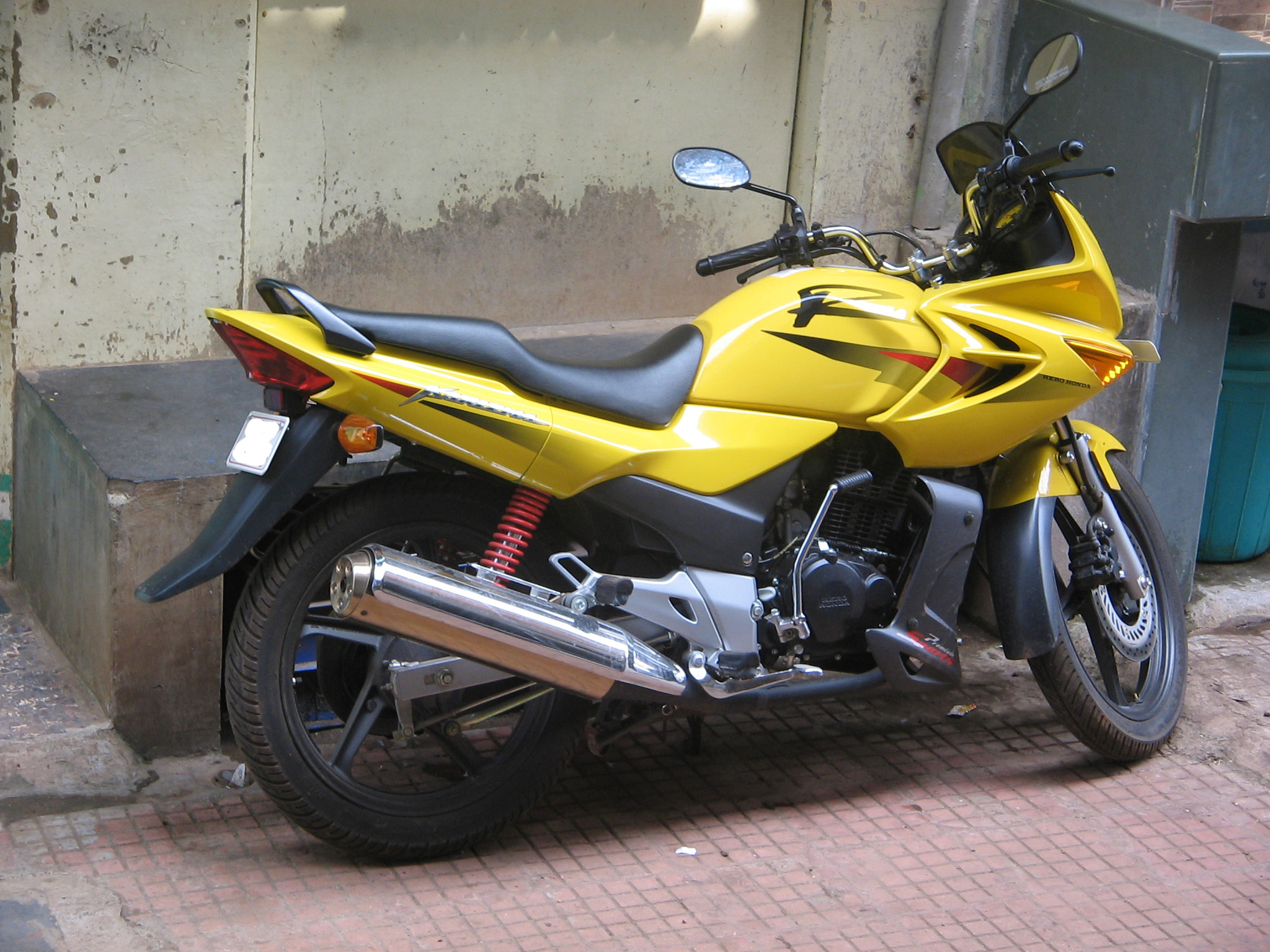
موتورسیکلت "Hero Karizma R"ساخت شرکت هیرو موتو